# 미하일로 무드리크
미하일로 페트로비치 무드리크(우크라이나어: Миха́йло Петро́вич Му́дрик, 2001년 1월 5일~)는 우크라이나의 축구 선수로 포지션은 윙어이다. 현재 프리미어리그의 첼시와 우크라이나 축구 국가대표팀 소속으로 뛰고 있다.
FC 메탈리스트 하르키우와 FC 드니프로의 유소년팀에서 활동한 후 2016년 FC 샤흐타르 도네츠크 유소년팀으로 이적했다. 2018년 샤흐타르 도네츠크 1군에 데뷔하면서 프로 선수 경력을 시작했고 2019년 FC 아르세날 키이우와 2020년 FC 데스나 체르니히우에서 임대 선수로 활동했다. 2023년 7,000만 유로(약 1,055억 원)의 이적료로 첼시 FC로 이적하면서 가장 비싼 이적료로 이적한 우크라이나 축구 선수와 우크라이나 프리미어리그 역대 최다 이적료 판매 기록을 경신했다.
무드리크는 우크라이나 연령별 축구 대표팀들을 거친 후 2022년 우크라이나 축구 국가대표팀에 데뷔했다. 그는 우크라이나 대표팀 소속으로 UEFA 유로 2024에 참가했다.

## 구단 경력
무드리크는 2016년 샤흐타르 도네츠크로 이적하기 전까지 메탈리스트 하르키우와 드니프로 드니프로페트로브스크에서 선수 생활을 시작했다. 그는 2년 후에 프로 무대에 데뷔하였고, 아르세날 키이우와 데스나 체르니히우로 임대되었다. 2023년 1월 15일, 그는 초기 6200만 파운드 (약 939억)의 이적료에 잉글랜드의 첼시로 이적했다. 옵션을 충족하면 추후 8900만 파운드(약 1,348억)에 달한다. 이는 안드리 셰우첸코가 첼시로 이적하며 기록한 3080만 파운드 (약 466억)를 경신한 우크라이나 선수 중 최고 이적료다.

## 국가대표팀 경력
우크라이나 연령별 대표팀을 거친 무드리크는 2022년 우크라이나 축구 국가대표팀에 데뷔하였다.

## 출전 통계
| 클럽              | 시즌    | 리그 | 리그 | 컵   | 컵   | 리그컵 | 리그컵 | 대륙 | 대륙 | 합계 | 합계 |
| 클럽              | 시즌    | 출전 | 득점 | 출전 | 득점 | 출전   | 득점   | 출전 | 득점 | 출전 | 득점 |
| ----------------- | ------- | ---- | ---- | ---- | ---- | ------ | ------ | ---- | ---- | ---- | ---- |
| 샤흐타르 도네츠크 | 2018-19 |      |      | 1    | 0    |        |        |      |      | 1    | 0    |
| 샤흐타르 도네츠크 | 2019-20 | 3    | 0    |      |      |        |        |      |      | 3    | 0    |
| 샤흐타르 도네츠크 | 2020-21 | 3    | 0    |      |      |        |        |      |      | 3    | 0    |
| 샤흐타르 도네츠크 | 2021-22 | 11   | 2    | 1    | 0    |        |        | 7    | 0    | 19   | 2    |
| 샤흐타르 도네츠크 | 2022-23 | 12   | 7    |      |      |        |        | 6    | 3    | 18   | 10   |
| 아르세날 키이우   | 2018-19 | 10   | 0    |      |      |        |        |      |      | 10   | 0    |
| 데스나 체르니히우 | 2020-21 | 10   | 0    | 1    | 0    |        |        |      |      | 11   | 0    |
| 첼시              | 2022-23 | 15   | 0    |      |      |        |        | 2    | 0    | 17   | 0    |
| 첼시              | 2023-24 | 21   | 4    | 4    | 1    | 5      | 1      |      |      | 30   | 6    |

## 수상

#### 샤흐타르 도네츠크
- 우크라이나 프리미어리그 : 2019–20, 2022–23
- 우크라이나 슈퍼컵 : 2021

### 개인
- 우크라이나 올해의 축구 선수 : 2022
- 샤흐타르 도네츠크 올해의 선수 : 2021, 2022
- 우크라이나 황금재능상 : 2021, 2022